# Gereonshaus

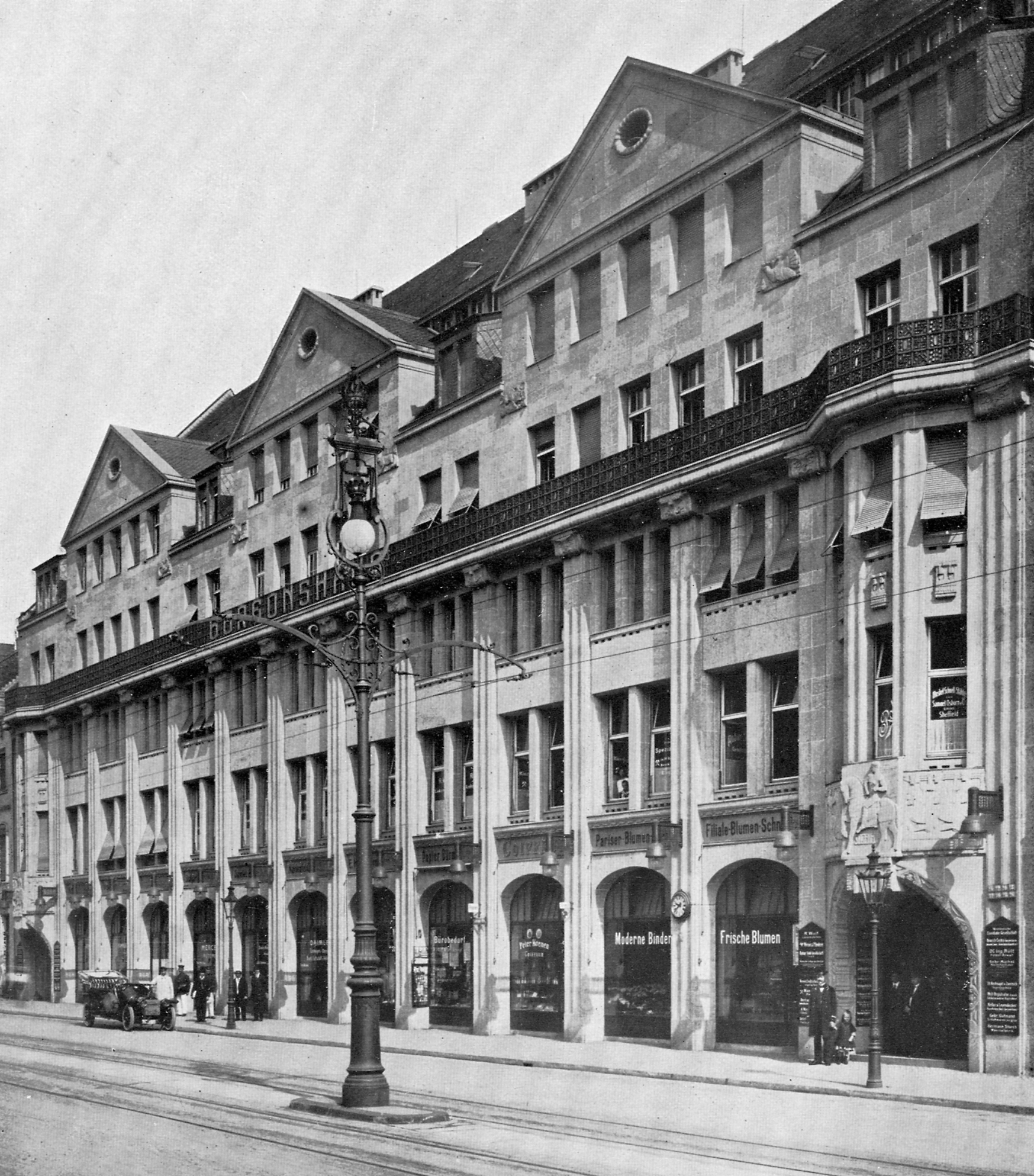
Das Gereonshaus von Südosten, 1910

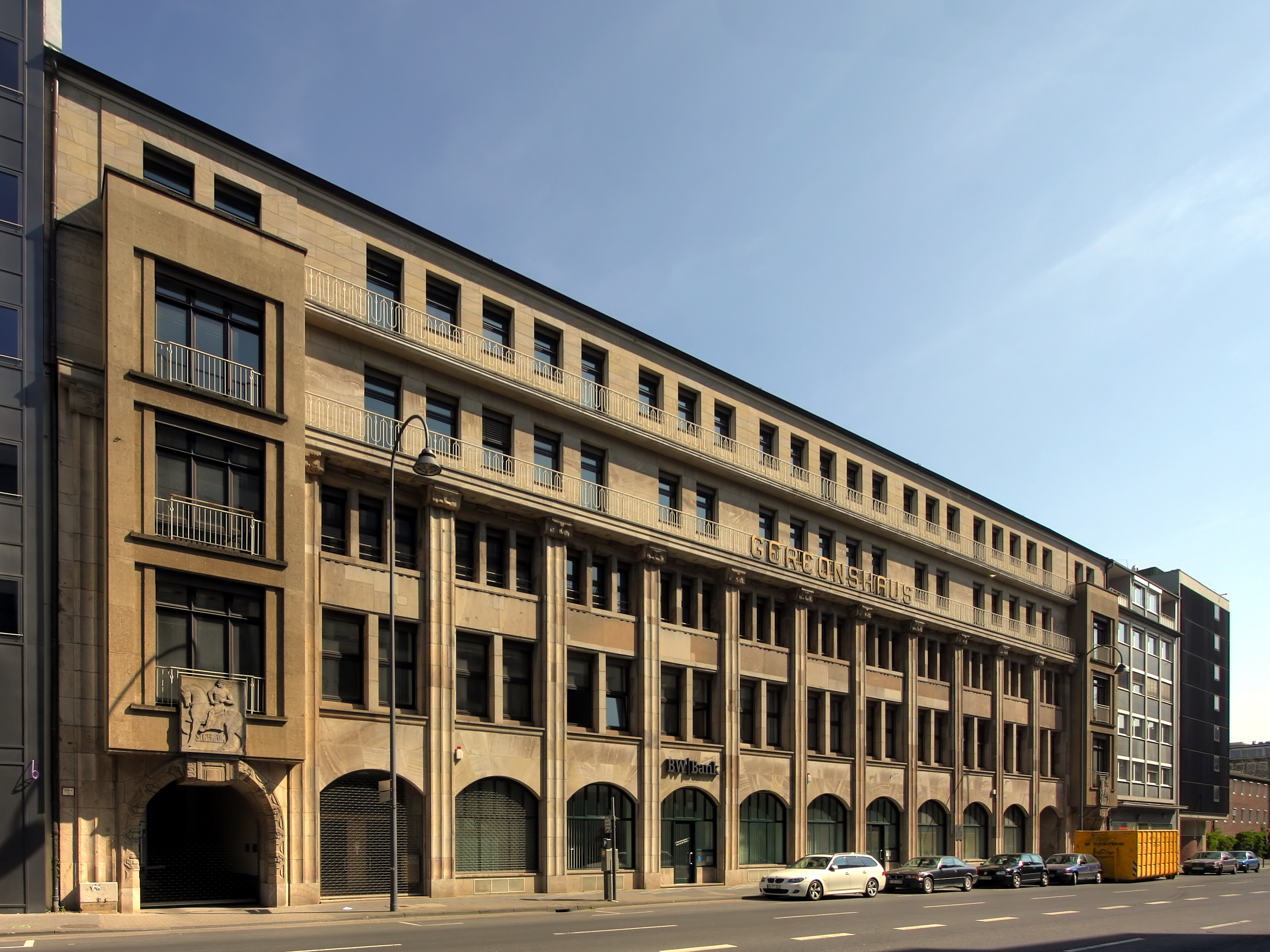
Das Gereonshaus von Südwesten, 2010

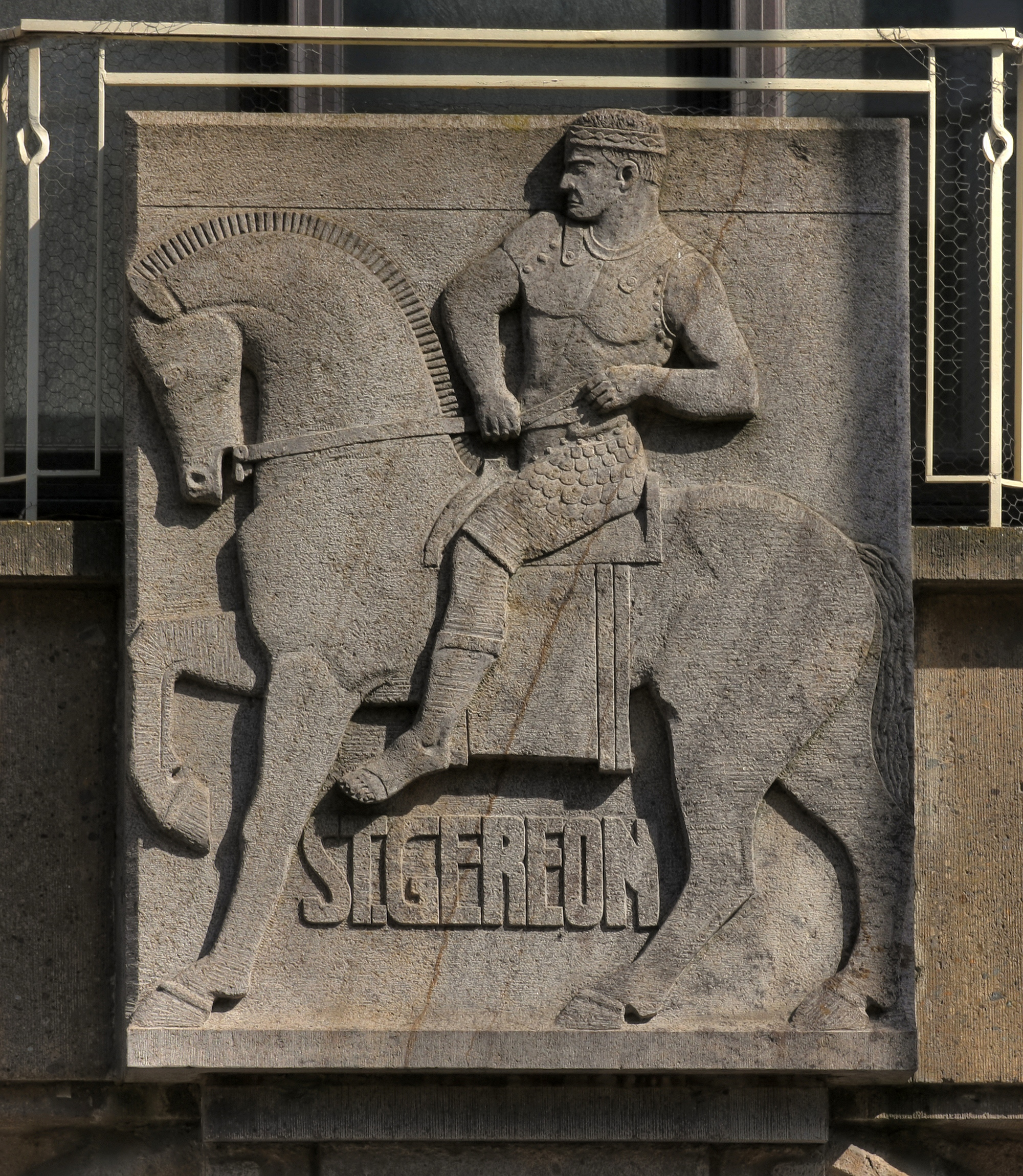
Relief des Hl. Gereon – 2010

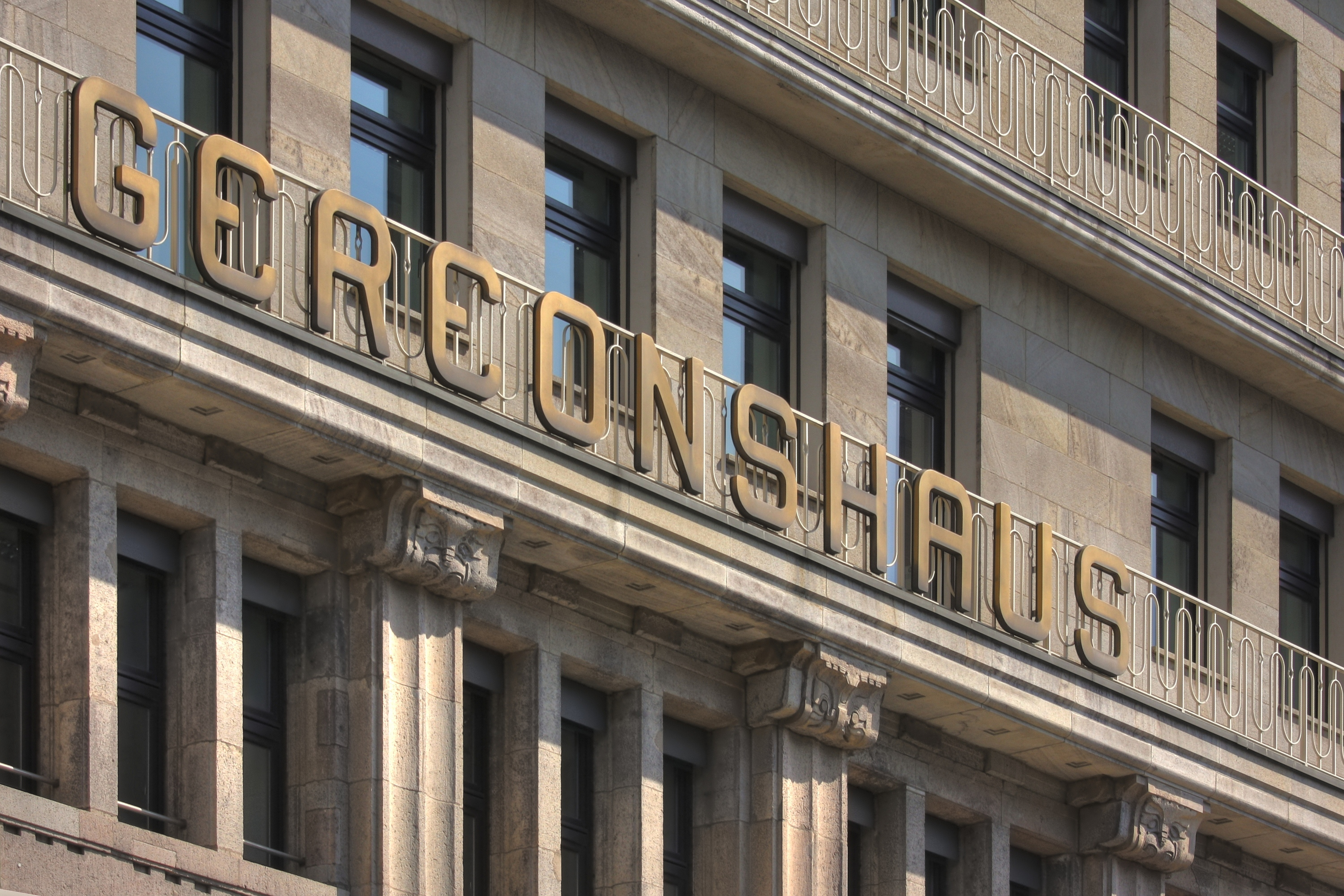
Schriftzug – 2010

Das Gereonshaus ist ein unter Denkmalschutz stehendes Baudenkmal im Kölner Stadtteil Altstadt-Nord. Das Büro- und Geschäftshaus an der Gereonstraße 18–32 entstand in den Jahren 1909 und 1910 als Kontorhaus nach einem Entwurf des Architekten Carl Moritz.

## Geschichte
Beginnend mit der Errichtung des Bankgebäudes für den A. Schaaffhausen’schen Bankverein in den Jahren 1859 bis 1862 entwickelte sich der Straßenzug von „An den Dominikanern“ über Unter Sachsenhausen bis zur „Gereonstraße“ vor dem Ersten Weltkrieg zu dem Kölner Zentrum der Banken, Versicherungen und Bürogebäude. Den zeitlichen Endpunkt setzte auf der Nordseite das Gereonshaus und auf der Südseite der 1914 fertiggestellte Neubau für das Unternehmen Frank & Lehmann von Peter Behrens (Unter Sachsenhausen 37).
Das Gereonshaus entstand an Stelle von fünf Wohnhäusern, die ab April 1909 abgebrochen wurden. Der Bauherr – die Aktiengesellschaft für Grundbesitz – vertreten durch deren Vorstand, den Baumeister Bruno Josef Weithase und den Architekten Otto Welsch, beauftragte den Architekten Carl Moritz mit der Planung. An der Entwurfsausarbeitung wirkte auch Weithase mit. Die örtliche Bauleitung lag in Händen von Georg Klöppel. Das Kontorhaus war projektiert worden für kaufmännische Gewerbetreibende aller Art und hielt für diese entsprechende Büro- und Lagerräume vor. Im Erdgeschoss des Vorderhauses befanden sich Ausstellungsflächen. Darüber hinaus waren Ateliers für den kurz zuvor begründeten „Kölner Künstlerbund“ eingeplant. Nach dem Abbruch der Altbauten wurden die Fundamente des Neubaues wegen verschiedener Altfundamente im Untergrund bis zu neun Meter tief in den Boden getrieben. Bis zum Dezember 1909 konnte das Gereonshaus im Rohbau fertiggestellt werden. Trotz eines zweimonatigen Bauarbeiterstreiks wurde der für den 1. Juli 1910 vereinbarte Fertigstellungstermin eingehalten.

„Einer seiner [Carl Moritz] besten Bauten in dieser Art [großstädtisches, mehrgeschossiges Ladengebäude] ist das Gereonshaus, das an der breiten Gereonsstraße eine vornehme und kraftvolle Front zeigt.“

1913 nutzten 98 Unternehmen das Gereonshaus, darunter die Boden AG Amsterdamer Straße, das Büro der Daimler-Motoren-Gesellschaft, die Waldhaus Villenkolonie Frankenforst GmbH und die Westdeutsche Eisenbahn-Gesellschaft. Hinzu kamen die Ateliers diverser Künstler wie Olga Oppenheimer oder Architekten. Im Jahr 1930 wurden dann 96 Mieter benannt, darunter die Artewek Handelsgesellschaft für Berg- und Hüttenerzeugnisse mbH, die Verkaufsstelle Köln der Daimler-Benz AG, Eisenhandel Gutehoffnungshütte GmbH, Remington Schreibmaschinen GmbH, Schuchardt & Schütte AG Werkzeugmaschinen, die Neuerburg’sche Verwaltungsgesellschaft mbH und das Rheinisch-Westfälische Wirtschaftsarchiv, darüber hinaus weiterhin zahlreiche Architekturbüros und die Ortsgruppe Köln des Bundes Deutscher Architekten.
Während des Zweiten Weltkriegs wurde das Gereonshaus schwer beschädigt. Das im Hof bestehende Lagergebäude war ebenso zerstört wie der Ostflügel des Hinterhauses, der den Nordflügel mit dem Vorderhaus verband. Beide wurden nicht wiederaufgebaut. Das Vorderhaus selbst war insbesondere an der West- und an der Ostseite im Bereich der Portale schwer beschädigt. Lediglich der Westflügel des Hinterhauses konnte nach Kriegsende zu Wohnzwecken genutzt werden.
Der Wiederaufbau im Auftrag der Allianz erfolgte in den Jahren 1950 bis 1952 nach Entwürfen des Architekten Peter Franz Nöcker (1894–1984).:904 Im Zuge dessen wurde das Vorderhaus von vier auf fünf Vollgeschosse aufgestockt. Nach oben wurde der Bau – an Stelle des ursprünglich sehr steilen Mansarddachs – mit einem flach geneigten Satteldach abgeschlossen, wobei die drei Giebel in Fortfall kamen. Unter Beibehaltung der Werksteinarchitektur des Vorderhauses wurde das aufgesetzte fünfte Vollgeschoss verputzt. Die über den Portalen angeordneten Erker wurden entgegen der ursprünglich abgerundeten Form nun vereinfacht wiederhergestellt. In den 1980er Jahren folgte eine erste Sanierung der Gebäudetrakte.
Im Januar 2009 erwarb der Deutsche Städtetag das Gereonshaus, in dessen Umfeld auch die Industrie- und Handelskammer zu Köln ihren Sitz hat. Nach einem Architektenwettbewerb erfolgte von 2009 bis 2011 nach Entwürfen des Büros Jöhnsen - Ranft - Lüke ein erneuter Umbau, mit dessen Abschluss der Städtetag sein bisheriges Domizil in der Villenkolonie Köln-Marienburg aufgab und seinen Sitz in die Kölner Innenstadt verlegte. Neben diesem bezogen im März 2011 die Kommunale Gemeinschaftsstelle für Verwaltungsmanagement, die Einkaufsgemeinschaft Kommunaler Krankenhäuser im Deutschen Städtetag (EKK) und der Städtetag Nordrhein-Westfalen das Gereonshaus.
Die Eintragung des Gereonshauses in die Denkmalliste der Stadt Köln erfolgte am 14. Juni 1988 (Denkmal Nr. 4642).

## Architektur
Bei einer Straßenfront von rund 60 Metern des Vorderhauses verfügte der Bau über eine Gebäudetiefe von annähernd 70 Metern. Auf 3250 m² überbauter Fläche entstanden rund 300 Räume, die sich auf das viergeschossige Vorderhaus und die dreigeschossigen Hofflügel mit darüberliegenden Bodenräumen verteilten. Hinzu kam ein dreigeschossiges Lagerhaus mit je 430 m² Nutzfläche pro Etage und eine Garage für sechs Automobile. Neben normalen Aufzügen und Treppenhäusern befand sich im Bereich des rechten Portals auch ein Paternosteraufzug. Die in einem „modernisierten Barock“ gehaltene Vorderfassade von 13 Achsen war durch 14 Pfeiler unterteilt, die vom Boden bis unter die Balkonplatte reichten, die das zweite Obergeschoss abschloss. Zur linken und rechten waren über den Portalen, vom ersten bis zum zweiten Obergeschoss, abgerundete Erker angebracht. Über dem dritten Obergeschoss waren als Reminiszenz an die für Köln typische kleinteilige Bebauung drei Giebel aufgebaut. Das Hinterhaus umschloss einen etwa 450 m² großen Innenhof.
Das Gereonshaus verfügt seit dem Umbau von 2009/2011 bei einer Bruttogeschossfläche von 13.000 m² über eine Gesamtmietfläche von 9.800 m². Diese setzt sich zusammen aus 8.000 m² Büro- und aus 2.000 m² Lagerfläche. Hinzu kommen 118 Tiefgaragenplätze.

## Finnische Handelsvertretung
Finnland, das nach dem Zweiten Weltkrieg weder die Bundesrepublik Deutschland noch die Deutsche Demokratische Republik formell anerkannte, wickelte die 1948/1949 wieder aufgenommenen Handelsbeziehungen zu den beiden deutschen Staaten zunächst über Konsulate ab. In Westdeutschland wurde dieses 1949 in Frankfurt am Main eingerichtet und von dort 1951 nach Köln verlegt. Aus dem Konsulat entstand im August 1952 die finnische Handelsvertretung mit „allen Vorrechten einer diplomatischen Vertretung“. Sie nahm ihren Sitz im Gereonshaus und war dort bis zu ihrem Umzug nach Bonn im Jahr 1971 beheimatet.